# Metoikion
Metoikion (Oudgrieks: μετοίκιον / metoíkion) was de jaarlijkse verblijftaks, die de metoiken (vrije burgers van andere poleis, die voor langere tijd in Attica verbleven), vanaf de 4e eeuw v.Chr. dienden te betalen. Het betalen van het metoikion werd zelfs gezien als voorwaarde om metoik te worden genoemd.
Deze belasting, die overeenkwam met een gemiddeld dagloon, was vrij bescheiden: twaalf drachmen voor een man en zes voor een weduwe. Als dit niet werd betaald, stond de wanbetaler bloot aan een apagōgē metoikíou (ἀπαγωγὴ μετοικίου; "wegvoering van een metoik"): eenieder kon deze dan namelijk gevangennemen en een proces tegen deze aanspannen.
Het metoikion benadrukte vooral de minderwaardige positie van de metoiken ten opzichte van de Atheense burgers. De metoiken werd namelijk het Atheense burgerrecht niet toegekend, waardoor ze bijvoorbeeld ook geen grondbezit mochten hebben in Athene.
Andere verplichtingen waaraan metoiken werden onderworpen, waren het betalen van belastingen op het drijven van handel, oorlogsbelasting, bijdragen onder de vorm van liturgie en het vervullen van de legerdienst.